# Caramanico Terme
Caramanico Terme község (comune) Olaszország Abruzzo régiójában, Pescara megyében.

## Fekvése
A Majella Nemzeti Park területén fekszik az Orta és Orfento folyók összefolyásánál. Határai: Abbateggio, Bolognano, Fara San Martino, Pennapiedimonte, Pratola Peligna, Roccamorice, Salle, San Valentino in Abruzzo Citeriore, Sant’Eufemia a Maiella és Sulmona.

## Története
Területét már a paleolitikumban lakták, ezt számos régészeti lelet bizonyítja. A mai település a 7-8. században alakult ki a longobárdok fennhatósága idején. A középkorban nápolyi nemesi családok hűbérbirtoka volt. Súlyos bombatámadások érték a második világháború idején, ugyanis a német védvonal, a Gusztáv-vonal egyik fő erődítménye volt.

## Népessége
A népesség számának alakulása:

## Főbb látnivalói
- San Tommaso Apostolo-templom – a 12. században épült román stílusban.
- Santa Maria Maggiore-templom
- San Nicola di Bari-templom
- Santa Trinita-templom
- Terme di Caramanico – termálfürdő